# Ardnamurchan Distillery
Ardnamurchan Distillery ist die westlichste Whiskybrennerei auf dem schottischen Festland. Sie liegt in Glenbeg auf der gleichnamigen Halbinsel Ardnamurchan in den Highlands. Sie ist im Besitz der Adelphi Distillery Ltd., die auch als unabhängiger Abfüller tätig ist.

## Vorgeschichte
Die Loch Katrine Adelphi Distillery wurde 1826 von Charles und David Gray in Glasgow in den Lowlands am Ufer der Clyde gegründet und der erste Whisky gebrannt. 1880 wurde Archibald Walker Eigentümer der Destille und investierte erhebliche Mittel. Zu diesem Zeitpunkt gehörten ihm zwei Destillen in Liverpool und Limerick. 1886 war die Destille mit über 2 Mio. Litern die größte Destille Schottlands.
1903 übernahm die Distillers Company (heute Teil von Diageo) die Destille. Das Great Gorbals Disaster 1906 führte durch das Bersten eines Washbacks zu einer Überschwemmung durch Alkohol und forderte ein Todesopfer. Im Jahr 1907 wurde die Produktion von Malt Whisky eingestellt, Grain Whisky wurde jedoch noch bis 1932 erzeugt. 1968 wurde mit dem Abbau der Brennerei begonnen, welcher 1971 vollständig umgesetzt war.
1993 gründete Jamie Walker, der Urenkel von Archibald Walker, den unabhängigen Abfüller Adelphi. Aus Altersgründen verkaufte er das Unternehmen 2003 an Keith Falconer und Donald Houston. Diese planten ab 2007 den Aufbau einer eigenen Brennerei in der Nähe des Hauptsitzes in Glenborrodale Castle.

## Geschichte der Ardnamurchan Distillery
Im Jahr 2012 erhielt Adelphi die Baugenehmigung für die heutige Ardnamurchan Distillery. Der Aufbau der Brennerei stellte eine Herausforderung dar. Die Zufahrtsstraßen sind teilweise sehr eng. So konnte die Mash tun (Maischbottich) nur so groß geplant werden, wie die engsten Teile der Straße es zuließen. Prinzessin Anne füllte am 25. Juli 2014 persönlich das erste Fass der Brennerei ab.

## Produktion
Es werden getorfter und ungetorfter Whisky in gleichen Mengen produziert. Die Gärzeit beträgt 72 Stunden. Vier hölzerne Wash Backs (Gärbottiche) wurden früher in Frankreich zur Produktion von Cognac genutzt. Darüber hinaus sind 3 weitere stählerne Wash Backs vorhanden.
Für die Destille gilt der Grundsatz, dass der Whisky ein Naturprodukt ist und dies soll auch in der Produktion reflektiert werden. Der Strom für die Produktion und das Kühlwasser werden aus einem Wasserkraftgenerator aus dem nahegelegenen Fluss gewonnen. Ein Biomasse-Boiler, beheizt mit Holzsplitt aus lokaler Produktion, erzeugt die Hitze zum Betrieb der Brennblasen. Die Nebenprodukte sowie Reste der Whiskyherstellung dienen als Tierfutter oder Düngerstoff in der Region.
Die ersten Fässer wurden 2014 abgefüllt. Ardnamurchan plant mindestens 7 Jahre Lagerung vor dem Verkauf.

## Besichtigungen
Die Destille kann besichtigt werden, ein Besucherzentrum ist vorhanden. Stündlich werden Führungen angeboten.